# Militære ledere i den amerikanske borgerkrig
De militære ledere i den amerikanske borgerkrig var påvirket af den professionelle, militære uddannelse og den erfaring, som var opnået gennem kamp. Selv om ikke alle ledere havde en formel militær uddannelse havde USA's militærakademi ved West Point i New York og Søakademiet i Annapolis uddannet pligttro kadrer af professionelle officerer, hvis forståelse af den militære videnskab havde en betydelig effekt på, hvorledes krigen blev ført og havde en varig betydning i skabelsen af traditionerne i det moderne officerskorps i De Forenede Staters væbnede styrker.

## Unionen

### Civile militære ledere
Præsident Abraham Lincoln var øverstkommanderende for Unionens væbnede styrker gennem hele krigen. Efter at han blev myrdet den 14. april 1865, overtog vicepræsidenten Andrew Johnson denne post.. Lincolns første krigsminister var Simon Cameron. I januar 1862 blev han udskiftet med Edwin M. Stanton. Thomas A. Scott var vicekrigsminister. Gideon Welles var flådeminister og blev bistået af viceflådeministerGustavus Fox .

### Officerer i den regulære hær
Da krigen brød ud, havde den stående amerikanske hær, eller den regulære hær, kun 1.080 officerer og 15.000 menige. . Selv om 142 af disse officerer blev generaler i løbet af krigen, forblev de fleste fastholdt i deres enheder i den regulære hær. Når det er sagt, skal det tilføjes, at de fleste af Unionens højere officerer havde betydelig tidligere erfaring i den regulære hær. 
- Robert Anderson
- Don Carlos Buell
- Ambrose Burnside
- Ulysses S. Grant
- Henry W. Halleck
- Winfield Scott Hancock
- Joseph Hooker
- Henry Jackson Hunt
- George B. McClellan
- Irvin McDowell
- George G. Meade
- Edward Ord
- John Pope
- William Rosecrans
- Winfield Scott
- Philip Sheridan
- William T. Sherman
- Andrew Jackson Smith
- William Farrar Smith
- George Stoneman
- George H. Thomas

### Milits og politiske ledere udpeget til ledende militære poster
I overensstemmelse med den amerikanske forfatning opstillede hver enkelt delstat en milits, rekrutterede soldater til den, uddannede dem og sørgede for udstyr til dem. Officerer blev udpeget af staternes guvernører. Efter at staterne havde reageret på Lincolns appel den 15. april om 75.000 frivillige i løbet af 90 dage, blev de fleste staters militsregimenter og artilleribatterier kendt som "frivillige", for at man kunne adskille dem fra den regulære hær. Unionens officerer på brigade-niveau (dvs. generaler) kunne have to forskellige stillinger. Én som officer i den regulære hær og én som officer i den frivillige hær. Mens de fleste generaler havde en midlertidig rang i den frivillige hær, havde mange tillige en permanent rang i den regulære hær. Den regulære rang blev der lagt mest vægt på. .
- Edward D. Baker
- Nathaniel Prentice Banks
- Francis Preston Blair, Jr.
- Benjamin Franklin Butler
- John C. Frémont
- John Alexander McClernand
- Daniel Sickles

### Indfødte amerikanere og udenlandske officerer i Unionshæren
Som afspejling af de mange nationaliteter, der var i unionshære, var nogle af de militære ledere hentet fra andre nationer end De Forenede Stater.
- Philippe, Comte de Paris
- Michael Corcoran
- Włodzimierz Krzyżanowski
- Thomas Francis Meagher
- Ely Parker
- Albin F. Schoepf
- Carl Schurz
- Franz Sigel
- Régis de Trobriand
- Ivan Turchaninov

### Ledere af Unionens flåde
Den hurtige vækst i United States Navy under borgerkrigen bidrog enormt til Unionens evne til effektivt at blokere havne og skibsfart i Konføderationen fra et tidligt tidspunkt i konflikten. Handicappet af en alderstegen flåde på 90 skibe og trods et betydeligt tab af mandskab til Konføderationens flåde efter Sydstaternes udtræden af Unionen, igangsattes der et massivt byggeprogram, som udnyttede teknologiske fornyelser fra civilingeniøren James Buchanan Eads og marineingeniører såsom Benjamin F. Isherwood og John Ericsson, foruden fire års daglige erfaringer med moderne søkamp, og dette førte U. S. Navy på en vej, som har ført den til vore dages dominans på verdensplan.
- John A. Dahlgren
- Charles Henry Davis
- Samuel Francis du Pont
- David G. Farragut
- Andrew Hull Foote
- Samuel Phillips Lee
- David Dixon Porter
- John Ancrum Winslow
- John Lorimer Worden

## Konføderationen

### Civile militære ledere
Jefferson Davis blev udpeget til provisorisk præsident den 9. februar 1861 og tiltog sig de samme forpligtelser som øverstkommanderende som Lincoln; den 6. november 1861 blev Davis valgt til præsident for Amerikas Konfødererede Stater efter den konfødererede forfatning. Adskillige gjorde tjeneste som krigsminister, herunder Leroy Pope Walker, Judah P. Benjamin, George W. Randolph, James Seddon og John C. Breckinridge. Stephen Mallory var konføderationens flådeminister under hele konflikten..

### Tidligere officerer fra den regulære hær
I kølvandet på staternes udtrædelse af Unionen følte mange officerer i den regulære hær, at de ikke kunne vise illoyalitet over for deres hjemstater. Som følge heraf var der 313 officerer i den regulære hær, som fratrådte og i mange tilfælde fortsatte i Konføderationens hær. Jefferson Davis var selv kandidat fra West Point og tidligere officer i den regulære hær og priste i høje toner disse værdifulde officerer og sørgede for, at de fik høje poster i Konføderationens hær. .
- Richard H. Anderson
- P.G.T. Beauregard
- Braxton Bragg
- Simon B. Buckner
- Samuel Cooper
- Jubal Anderson Early
- Richard S. Ewell
- Josiah Gorgas
- William Joseph Hardee
- Ambrose Powell Hill
- Daniel Harvey Hill
- John Bell Hood
- Thomas J. "Stonewall" Jackson
- Albert Sidney Johnston
- Joseph E. Johnston
- Robert E. Lee
- James Longstreet
- Dabney Herndon Maury
- John Hunt Morgan
- John C. Pemberton
- Edmund Kirby Smith
- Gustavus Woodson Smith
- J.E.B. Stuart
- Joseph Wheeler

### Milits og politiske ledere udpeget til ledende militære poster
I landet, som havde fostret Davy Crockett og Andrew Jackson, var traditionerne for staternes militser særligt stærke i Sydstaterne, hvoraf nogle indtil for nylig havde været frontlinjestater. Adskillige betydningsfulde, militære ledere fra Konføderationen dukkede frem fra staternes militsenheder.
- John C. Breckinridge
- Benjamin F. Cheatham
- Nathan Bedford Forrest
- Wade Hampton
- James L. Kemper
- Ben McCulloch
- Leonidas Polk
- Sterling Price
- Richard Taylor

### Indfødte amerikanere og udenlandske officerer i Konføderationens hær
Selv om ingen fremmede magter sendte tropper eller officerer til assistance for Konføderationen, var der alligevel nogle ledere, som stammede fra andre lande end De Forenede Stater.
- Patrick Cleburne
- Stand Watie
- Camille Armand Jules Marie, Prince de Polignac

### Ledere af Konføderationens flåde
Konføderationens flåde havde ikke faciliteter til storstilet skibsbygning. I stedet satsede den på at ombygge erobrede skibe eller på at købe krigsskibe fra Storbritannien. Sydstaterne havde masser af sejlbare indenlandske vandveje, men efter at Unionen havde bygget en stor flåde af kanonbåde, fik den hurtigt kontrollen over Mississippi floden, Tennesseefloden, Cumberland-floden, Red River og andre floder og gjorde disse floder så godt som utilgængelige for Konføderationen. Konføderationen tog adskillige af Unionens flådefartøjer i havn, da staterne trådte ud af Unionen og ombyggede nogle få af dem til panserskibe som CSS Virginia.
Blokadebrydere blev bygget og drevet af britiske interesser, selv om den konfødererede flåde også drev nogle sidst i krigen. Nogle få skibe blev bygget eller købt i Storbritannien, mest bemærkelsesværdigt CSS Shenandoah og CSS Alabama. Disse krigsskibe fungerede som kapere og opbragte kun Unionsskibe, men bragte kaos i den kommercielle skibstrafik. Ophidsede over disse tab fik den amerikanske regering i 1871 kompensation fra Storbritannien i sagen Alabama Claims .
- John Mercer Brooke
- Franklin Buchanan
- James Dunwoody Bulloch
- Catesby ap Roger Jones
- Matthew Fontaine Maury
- Raphael Semmes
- Josiah Tattnall
- James Iredell Waddell

## Yderligere læsning
- American National Biography (20 vol. 2000; online and paper copies at academic libraries) short biographies by specialists
- Current, Richard N., et al eds. Encyclopedia of the Confederacy (1993) (4 Volume set; also 1 vol abridged version) (ISBN 0-13-275991-8)
- Dictionary of American Biography 30 vol, 1934-1990; short biographies by specialists
- Faust, Patricia L. (ed.) Historical Times Illustrated Encyclopedia of the Civil War (1986) (ISBN 0-06-181261-7) 2000 short entries
- Heidler, David Stephen. Encyclopedia of the American Civil War: A Political, Social, and Military History (2002), 1600 entries in 2700 pages in 5 vol or 1-vol editions
- Woodworth, Steven E. ed. American Civil War: A Handbook of Literature and Research (1996) (ISBN 0-313-29019-9), 750 pages of historiography and bibliography